# Florence Dixie
Florence Caroline Dixie (de soltera Douglas; Cummertrees, 25 de mayo de 1855-7 de noviembre de 1905) fue una escritora escocesa, corresponsal de guerra y feminista. Escribió el relato de viajes Across Patagonia, libros infantiles como The Young Castaways and Aniwee; o, The Warrior Queen, y su utopía feminista Gloriana; o The Revolution of 1900, todos tratan temas feministas relacionados con las niñas, las mujeres y sus posiciones en la sociedad.

## Biografía
Nacida en Cummertrees, Dumfries, Escocia, el 25 de mayo de 1855, Douglas era la hija de Caroline Margaret Clayton (1821–1904), hija del general William Clayton, 5.º Baronet (1786–1866), parlamentario para Great Marlow, y Archibald Douglas (1818–1858) 8.º marqués de Queensberry. Tenía un hermano mellizo, Lord James Edward Sholto Douglas (fallecido en 1891), una hermana mayor, Lady Gertrude Douglas (1842-1893), y tres hermanos mayores: John Sholto Douglas, vizconde Drumlanrig (1844-1900), más tarde noveno marqués de Queensberry, Lord Francis Douglas (1847–1865) y el reverendo Lord Archibald Edward Douglas (1850–1938).
Florence ha sido descrita como una marimacho que trató de igualar a sus hermanos en actividades físicas, ya sea nadar, montar a caballo o cazar. : 65 Cabalgaba a horcajadas, llevaba el pelo corto en un corte juvenil y se negó a ajustarse a la moda cuando se la presentó a la reina Victoria. : 36–37 Ella y su hermano gemelo James fueron particularmente cercanos durante la infancia, llamándose "Darling" (Florence) y "Deares" (James). : 23  También estaba cerca de su hermano mayor John, a quien se parecía en temperamento, siendo ambos "intrépidos, dinámicos y obstinados".: 16–17 Su niñez estuvo marcada por un número de acontecimientos dramáticos e incluso trágicos. El 6 de agosto de 1858, cuando tenía tres años su padre murió en un accidente con disparos, aunque se creyó que se suicidó. En 1862, su viuda, Caroline, actuó con una convicción nueva y se convirtió al catolicismo de la Iglesia católica. Se llevó a sus hijos más jóvenes, Archibald, entonces doce, y Florence y James, con siete,a Francia, donde les pudo educar como ella deseaba. Esto dirigió a los guardianes para acechar a los niños de la Señora Queensberry con una acción bajo ley inglesa para tomar sus niños fuera de su guardia y escoger un guardián bajo la ley escocesa. Por este acontecimiento,se quedaron en Francia dos años. Falconer Atlee, el Cónsul británico en Nantes, les ofreció un sitio seguro cuando su primera ubicación fue descubierta, y el Emperador Napoleón III extendió a Queensberry su protección, asegurando que pudiera mantener la custodia de los tres niños.
La hija mayor de Caroline, Gertrude, también se convirtió al catolicismo y se Introdujo en un convento en Hammersmith completando su noviciado para convertirse en una Hermana del Velo Negro en 1867, aunque más tarde dejó la orden. Finalmente, se acordó que Caroline conservaría la custodia de sus hijos menores y regresaron a Inglaterra. Lady Florence fue educada por primera vez en casa por una institutriz, pero se la describe como "desafiante, rebelde e inquieta".: 76 Después de regresar de Francia a la edad de nueve años, los gemelos fueron separados. James fue enviado a un internado católico y Florence a una escuela de convento, que odiaba. Pero encontró algo de consuelo escribiendo poesía: los versos de Juvenalia de su infancia se publicaron mucho más tarde como Las canciones de un niño, y otros poemas, bajo el seudónimo de "Darling". Otra tragedia golpeó a la familia pocos días antes de que el hermano mayor de Florence,John Douglas, alcanzara la mayoría de edad como noveno marqués de Queensberry. Mientras los invitados se reunían para una fastuosa celebración, llegó la noticia de que el 14 de julio de 1865, Lord Francis Douglas, de 18 años, había muerto junto con otros tres, después de lograr el primer ascenso al Matterhorn. Lord Queensberry viajó apresuradamente a Zermatt, con la intención de llevar el cuerpo de su hermano a casa, pero no se había encontrado nada de Lord Francis salvo algunos jirones de ropa. Queensberry, sola, sin guía, y partiendo a la luz de la luna y llegó hasta "la cabaña". Fue en gran parte una cuestión de suerte que dos guías la encontraran y rescataran antes de que muriera de frío. : 78–88 Escribió pidiendo disculpas a Florence: "Pensé y pensé dónde estaba, lo llamé y me pregunté si volvería a verlo. Estaba medio loco de miseria y no pude evitarlo ".: 84 "Extremadamente amable y talentoso" La muerte de Francis fue profundamente sentida por su familia. : 118–120  En 1876, Florence acompañó a Queensberry de regreso a Zermatt, y le mostró las pistas donde Francis había muerto. : 118–120 Más allá de la familia, la tragedia fue una sensación de larga duración, reportada por periódicos de todo el mundo, a menudo en tonos sensacionalistas y denunciantes. 

### Matrimonio

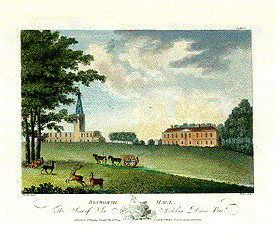
Bosworth Sala en Leicestershire

El 3 de abril de 1875, a la edad de diecinueve años, se casó con Sir Alexander Beaumont Churchill Dixie, undécimo baronet (1851-1924), conocido como "Sir ABCD" o "Beau". Beau, que había sucedido a su padre como undécimo baronet el 8 de enero de 1872, tenía unos ingresos de 10.000 libras esterlinas al año, un asiento en Bosworth Hall, cerca de Market Bosworth, Leicestershire, y una casa de Londres en el elegante distrito residencial de Mayfair. Se desempeñó como Alto Sheriff de Leicestershire durante 1876. Aunque Florence medía sólo cinco pies de altura, mientras que Beau medía 6 ′ 2 ″, Florence se convirtió en la pareja dominante en el matrimonio, supuestamente gobernando a su marido "con vara de hierro".La joven pareja tuvo dos hijos, George Douglas (nacido el 18 de enero de 1876), que más tarde se convirtió en el duodécimo baronet, y Albert Edward Wolstan (nacido el 26 de septiembre de 1878, fallecido en 1940), cuyo padrino fue el Príncipe de Gales. Tanto marido como mujer compartían el amor por la aventura y la vida al aire libre, y generalmente se considera que tuvieron un matrimonio feliz, sin duda el más feliz de los hermanos Douglas. No obstante, los hábitos de Beau de beber y de apostar por grandes riesgos tuvieron consecuencias catastróficas para la familia. Según los informes, los contemporáneos se referían a la pareja como "Sir Always y Lady A veces borracha". En 1885, la casa ancestral y la propiedad de Beau en Bosworth se vendieron para pagar sus deudas. Tras la pérdida de la propiedad, la pareja se mudó a Glen Stuart, Annan, Dumfriesshire. Una de las casas de la finca escocesa de Lord Queensberry en Kinmount, anteriormente había sido el hogar de la madre de Lady Florence, la marquesa viuda.

## Trayectoria
En 1877, Lady Florence publicó su primera novela, Abel Avenged: a Dramatic Tragedy. Varios libros de Dixie en particular sus libros para niños Los jóvenes náufragos, o Los cazadores de niños de la Patagonia y Aniwee, o La reina guerrera, y sus novelas para adultos Gloriana, o La revolución de 1900 e Isola, o Los desheredados: una revuelta. for Woman y todos los desheredados desarrollan temas feministas relacionados con las niñas, las mujeres y sus posiciones en la sociedad. Su última novela, una obra semiautobiográfica titulada La historia de Ijain, o la evolución de una mente apareció en 1903. : 36–38 Aunque además publicó ficción tanto para adultos como para niños, Dixie es recordada por sus libros de viajes, Across Patagonia (1880) y In the Land of Misfortune (1882), los cuales aún se reimprimen. En estos libros se presenta a sí misma como la protagonista de la historia. Al hacerlo, desafía la tradición masculina de citar a otros escritores de viajes que han visitado y escrito en el área, y crea un estilo femenino único de escritura de viajes en el siglo XIX.

### Libros

#### A través de la Patagonia
En diciembre de 1878, dos meses después del nacimiento de su segundo hijo, Edward, Dixie y su esposo dejaron atrás su vida aristocrática y sus hijos en Inglaterra y viajaron a la Patagonia.: 38–39  Era la única mujer en su grupo de viaje. Partió acompañada de sus hermanos, Queensberry y James Douglas, su esposo Alexander Beaumont Churchill Dixie y Julius Beerbohm. : 38–39  Beerbohm, un amigo de la familia, fue contratado como guía del grupo debido a su experiencia previa en la Patagonia. Dixie debatió ir a otra parte, pero eligió la Patagonia porque pocos europeos habían puesto un pie allí. Una vez en la Patagonia, Dixie pinta una imagen del paisaje utilizando técnicas que recuerdan la tradición romántica de William Wordsworth y otros, utilizando la emoción y la sensación física para conectarse con el mundo natural. : 42–44  Si bien describe la tierra como "un territorio poco atractivo y temido", las acciones de Dixie demuestran que la supervivencia en una tierra salvaje requiere fuerza y agencia.

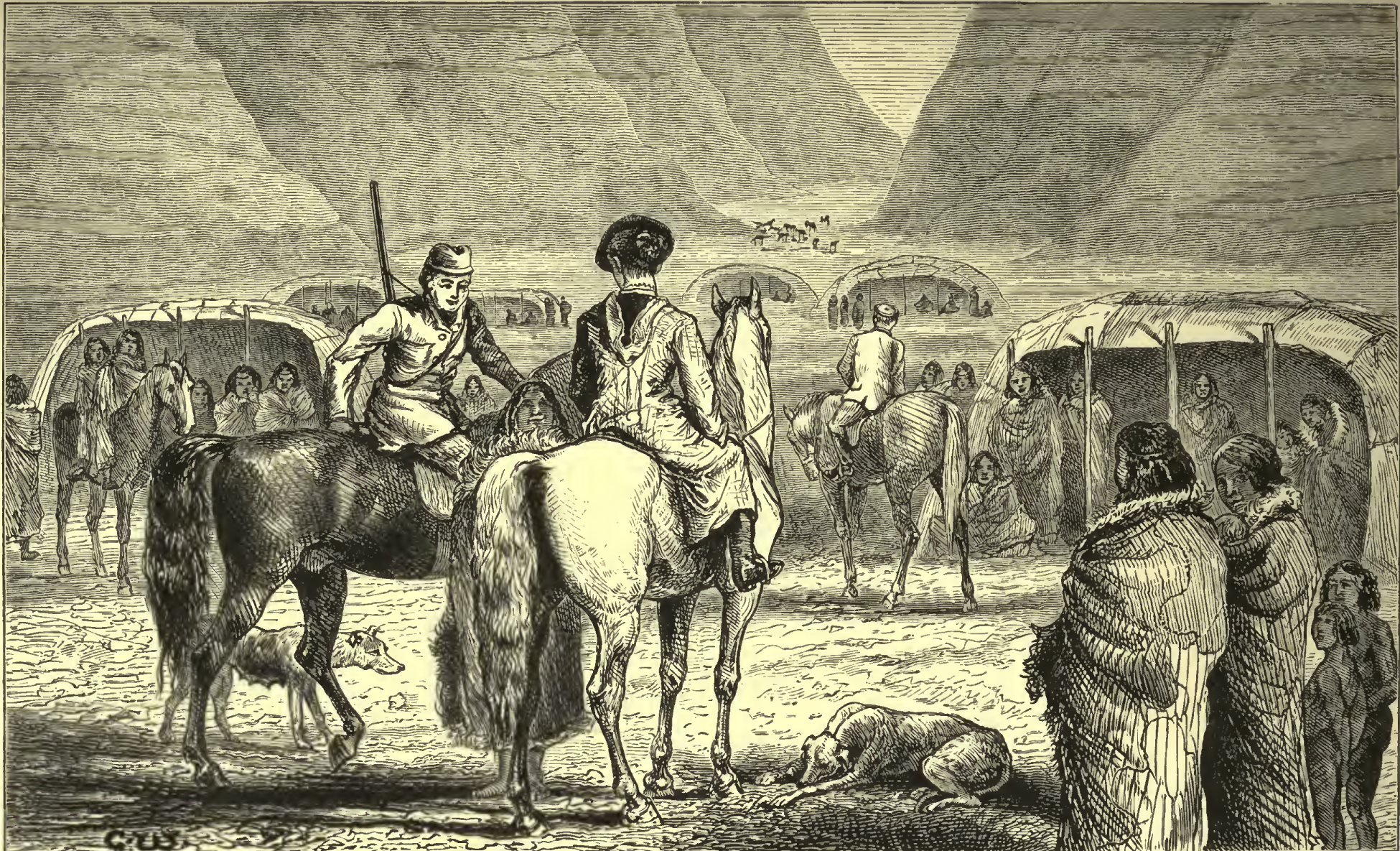
"Indio encampment", ilustración del libro A través de Patagonia, escrito por Dixie y publicado en 1881

Durante sus viajes por la Patagonia, Dixie es "activa, resistente y resistente", rechazando las construcciones de género victorianas que describían a las mujeres como débiles y necesitadas de protección.: 38 Además, al escribir Across Patagonia (1880), Dixie nunca menciona a su esposo por su nombre o título (simplemente refiriéndose a él como "mi esposo") y se presenta a sí misma como el héroe de la expedición en lugar de los hombres como los héroes de la historia. Cuenta los momentos en los que supera o supera a los hombres o sigue siendo su igual. 
Si bien en su narrativa se pueden ver temas sociales como el sufragio femenino europeo, dice poco sobre los nativos de la Patagonia. Mónica Szurmuk la ha criticado por no abordar las campañas militares del general Julio Argentino Roca contra los indígenas de la época. : 84  : 77  Sin embargo, Szurmuk también señala que la escritura de Dixie tiene una cualidad transgresora que reconoce la reciprocidad: : 72–73 Dixie compartió sus observaciones de la Patagonia con Charles Darwin. Ella discrepó de la descripción de Darwin del Tuco-tuco en su Journal of Researches (1839). Mientras Darwin había sugerido que los Tuco-tuco eran criaturas nocturnas que vivían casi por completo bajo tierra, Lady Dixie había visto a los Tuco-tuco durante el día. Le envió a Darwin una copia de Across Patagonia ; La copia de este libro de Darwin es parte de la Biblioteca de Charles Darwin ubicada en la Sala de Libros Raros de la Biblioteca de la Universidad de Cambridge. Cuando regresó de la Patagonia, Dixie se llevó a casa un jaguar, al que llamó Affums y que tenía como mascota. Affums mató a varios ciervos en Windsor Great Park y tuvo que ser enviado a un zoológico.
Un hotel en Puerto Natales en la parte chilena de la Patagonia se llama Hotel Lady Florence Dixie en su honor.
Sus experiencias en la Patagonia inspiraron gran parte de su trabajo posterior, tanto su escritura para niños como su trabajo con el movimiento por el sufragio femenino. Sus dos libros para niños, The Young Castaways y su secuela Aniwee, están ambientados en la Patagonia y representan personajes femeninos fuertes. 

#### En la Tierra de la Desgracia
En 1881, Dixie fue nombrada corresponsal de campo del The Morning Post de Londres para cubrir la primera guerra bóer (1880-1881) y las secuelas de la guerra anglo-zulú. Ella y su esposo viajaron juntos a Sudáfrica. En Ciudad del Cabo, se quedó con el gobernador de Cape Colony. Visitó Zululandia y, a su regreso, entrevistó al rey zulú Cetshwayo, que estaba detenido por los británicos. Sus informes, seguidos de A Defense of Zululand and Its King from the Blue Book (1882) y In the Land of Misfortune (1882), fueron fundamentales en la breve restauración de Cetshwayo a su trono en 1883. En In the Land of Misfortune, de Dixie, hay una lucha entre su individualismo y su identificación con el poder del Imperio Británico, pero a pesar de toda su simpatía por la causa zulú y con Cetshwayo, en el fondo seguía siendo una imperialista.

#### Una Utopía Feminista

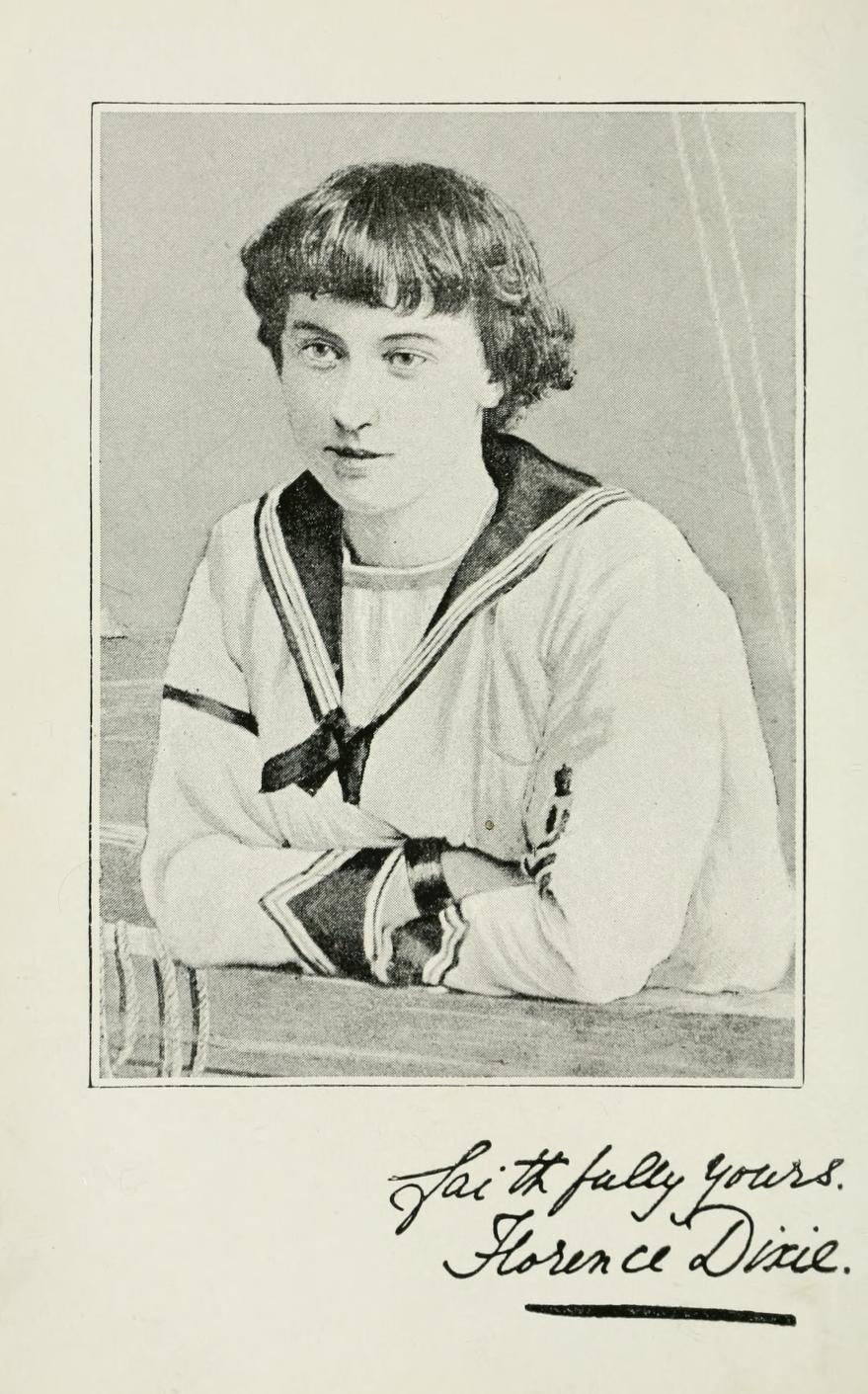
Frontispicio a "Gloriana", publicado por Henry & Co., 1890

Dixie tenía fuertes opiniones sobre la emancipación de la mujer, proponiendo que los sexos deberían ser iguales en el matrimonio y el divorcio, que la Corona debería ser heredada por el hijo mayor del monarca, independientemente del sexo, e incluso que hombres y mujeres deberían usar la misma ropa. Era miembro de la Unión Nacional de Sociedades por el Sufragio de Mujeres, y su obituario en la English woman's Review enfatizaba su apoyo a la causa del sufragio femenino (es decir, el derecho al voto): "Lady Florence... se lanzó con entusiasmo al Movimiento de Mujeres y habló en plataformas públicas".
En 1890, Dixie publicó una novela utópica,Gloriana, o la Revolución de 1900, que ha sido descrita como una fantasía feminista. También entrelaza elementos de romance y novela policíaca. : 57 En él, las mujeres ganan el derecho al votocomo resultado de que la protagonista, Gloriana, se haga pasar por un hombre, Héctor D'Estrange, y sea electa a la Cámara de los Comunes. El personaje de D'Estrange es un reflejo de Oscar Wilde, pero quizás incluso más de la propia Dixie. Otro de los muchos personajes femeninos activos, competentes y poderosos del libro es la escocesa Lady Flora Desmond (quien, como señaló The Athenaeum, tiene un nombre muy similar al de la autora). Flora ayuda a organizar una fuerza de Mujeres Voluntarias de 200.000 miembros, y ella misma lidera su Regimiento Blanco montado de élite. Una gran cantidad de personajes femeninos son fundamentales para la trama, tanto para apoyar como para oponerse al héroe / heroína: como señaló Walker, las aventuras en Gloriana les ocurren a las mujeres más que a los hombres. El libro termina en el año 1999, con una descripción de una Gran Bretaña próspera y pacífica cuyo gobierno se ha beneficiado profundamente del compromiso de las mujeres. En el prefacio de la novela, Dixie propone no solo el sufragio femenino, sino que los dos sexos deben educarse juntos y que todas las profesiones y posiciones deben estar abiertas a ambos. En la novela, va más allá y dice:

## Mujeres y deportes

### El fútbol de mujeres
Dixie jugó un papel clave en el establecimiento del fútbol femenino, organizando partidos de exhibición con fines benéficos, y en 1895 se convirtió en presidenta del British Ladies 'Football Club, estipulando que "las niñas deben entrar en el espíritu del juego con el corazón y alma." Ella organizó una gira por Escocia para un equipo de fútbol femenino de Londres.

### Deportes de sangre
Durante sus primeros años y sus viajes, Dixie fue una deportista entusiasta, una ciclista intrépida y una tiradora. Como muestra la siguiente reminiscencia, parte del atractivo de la caza en Leicestershire fue la oportunidad de competir en pie de igualdad con compañeros masculinos activos: Las habilidades de Dixie a caballo fueron suficientes para ser mencionadas en revistas deportivas. El siguiente relato da una idea vívida de los riesgos involucrados en la caza del zorro. En la Patagonia, la supervivencia del partido en su conjunto dependía de la participación equitativa de todos los que lo integraban. Dixie compartió la responsabilidad y los peligros de las tareas necesarias, como buscar comida para la fiesta. Sin embargo, también estaba "atormentada por un triste remordimiento" por la muerte de un hermoso ciervo dorado de las Cordilleras, que era sumamente dócil y confiado. durante la década de 1890, las opiniones de Dixie sobre los deportes de campo cambiaron drásticamente, y en su libro Los horrores del deporte (1891) condenó los deportes de sangre como crueles. Más tarde, Dixie se convirtió en vicepresidenta de la Asociación Vegetariana de Londres.
En 1877 se publicó una litografía monocromática de Dixie de Andrew Maclure. Ella está sentada a caballo y sosteniendo una fusta. Una copia está en la Galería Nacional de Retratos.

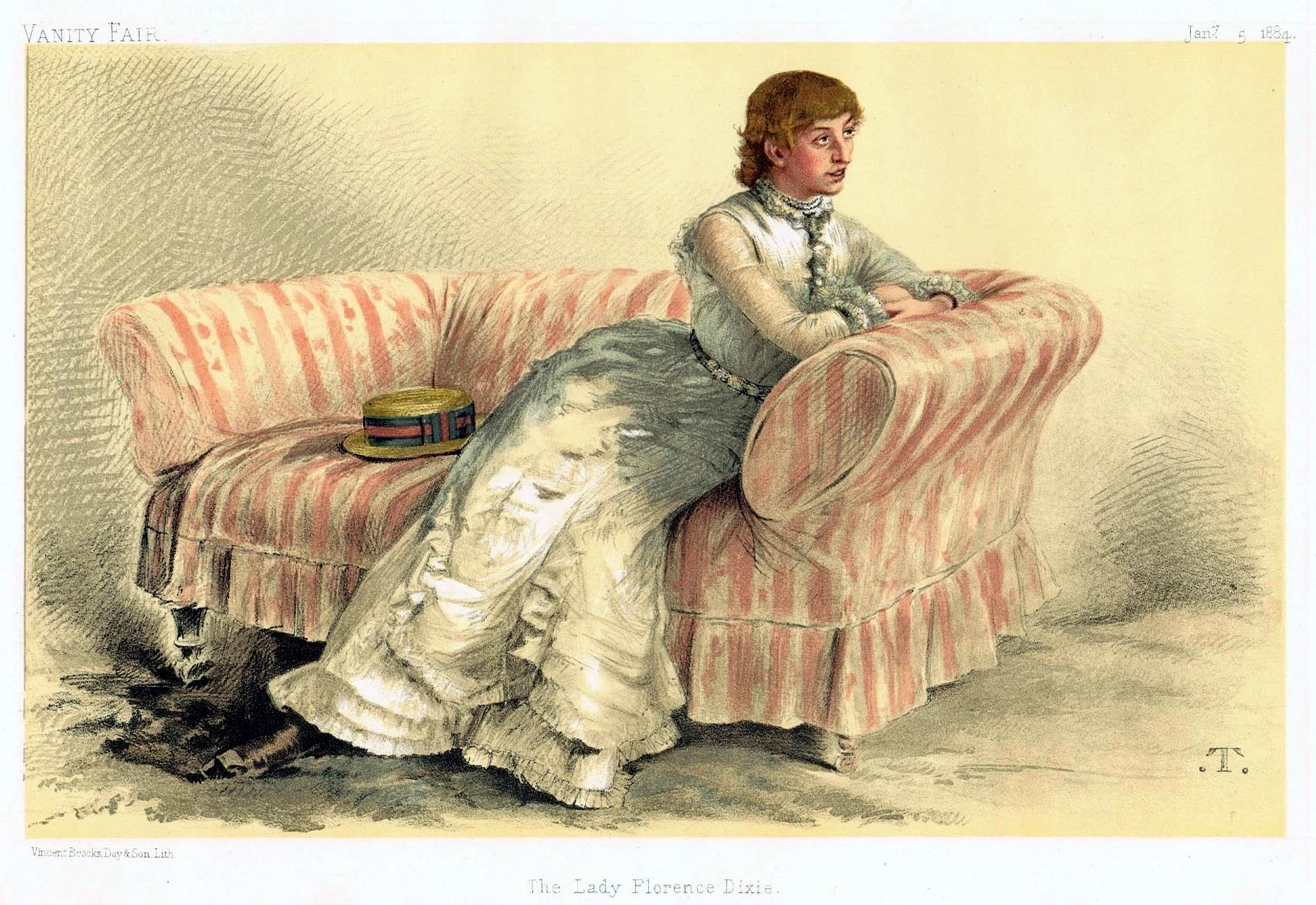
Ilustración de Dixie por Théobald Chartran, publicó encima Feria de Vanidad, 5 de enero de 1884

Una litografía más significativa, de Théobald Chartran, impresa en color, apareció en Vanity Fair en 1884 y es una de las largas series de caricaturas publicadas en la revista entre 1868 y 1914. Todas eran ilustraciones en color de personas notables de la época, y cada una iba acompañada de una breve biografía (generalmente aduladora). De las más de dos mil personas tan honradas, solo dieciocho eran mujeres. Destacada en la revista el 5 de enero de 1884, se unió a esta pequeña banda, que incluía a la reina Isabel II de España (1869), Sarah Bernhardt (1879), la princesa de Gales (1882) y Angela Burdett-Coutts, primera baronesa Burdett-Coutts (1883). Victoria, princesa real e Isabel, emperatriz de Austria, siguieron más tarde en 1884.

## Política
Dixie fue una escritora entusiasta de letras de diarios en asuntos liberales y progresivos, incluyendo el soporte para la casa escocesa y la Irish home Rule. Su artículo El Caso de Irlanda fue publicado en Vanity Fair el 27 de mayo de 1882. No obstante, fue crítica de la Liga irlandesa y el Feniano, quien según se dice hizo un intento de asesinato en 1883. El incidente recibió atención internacional, pero la duda considerable fue expresada, entonces y más tarde, sobre si tal ataque hubo ocurrido.

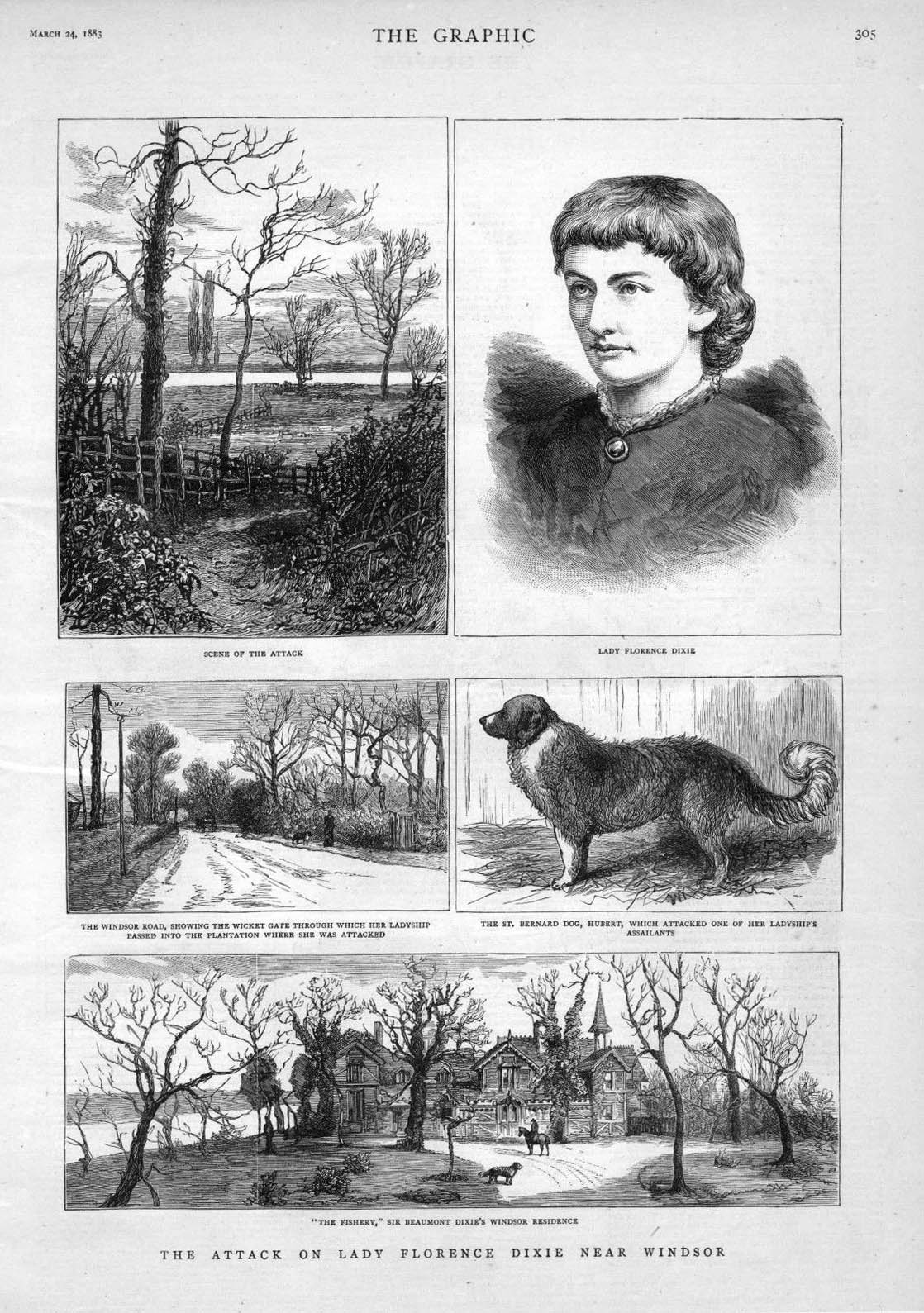
"El ataque encima Señora Florence Dixie ventana cercana", crónica de 6 tableros en El Gráfico, 24 Marcha 1883, página 305

Aunque se publicaron informes de un intento de asesinar a Lady Florence Dixie en su residencia, el Fishery, situado cerca del Támesis, a unas dos millas y media de Windsor.Lady Florence Dixie dio el siguiente relato a los periódicos: Se plantearon preguntas en la Cámara de los Comunes el 19 y 20 de marzo, y nuevamente el 29, sobre la investigación, pero la versión de Lady Dixie no fue apoyada por otros, y fue desestimada. 
En su obituario, impreso el 8 de noviembre de 1905,The New York Times sugirió que Dixie había afirmado haber sido secuestrada por agitadores irlandeses.

## Muerte
Lady Florence Dixie murió de difteria el 7 de noviembre de 1905.: 250  Fue enterrada junto a su hermano gemelo en el cementerio familiar en Gooley Hill en la finca Kinmount. The New York Times informó que la "autora, defensora de los derechos de la mujer y corresponsal de guerra había muerto el 7 de noviembre en su casa de Glen Stuart, Dumfriesshire.

## Descendientes
Su hijo mayor fue George Douglas Dixie (18 de enero de 1876–25 de diciembre de 1948) sirvió en el Real Navy como midshipman y estuvo encargado por el propio rey escocés de los bordes en 1895. El 26 de noviembre de 1914, ascendió a capitán provisional en el 5.º Battalion el KOSB. Case Margaret Lindsay, hija de Señor Alexander Jardine, 8.º Baronet, y en 1924 tenido éxito al título de su padre Douglas Dixie, 12.º Baronet. Cuando muera en 1948, el Señor Douglas tuvo un hijo, Señor (Alexander Archibald Douglas) Wolstan Dixie, 13.º y último Baronet (8 de enero de 1910– 28 de diciembre de 1975). El 13.º Bt. Dorothy casada con Penelope King-Kirkman en 1950, cuando su segunda mujer. Tuvieron dos hijas; 1) Eleanor Barbara Lindsay; y 2) Caroline Mary Jane. Ambas hijas tienen asunto.

### Libros
- Abel Avenged: a Dramatic Tragedy (London, Edward Moxon, 1877[13]
- Across Patagonia (Edinburgh, Bentley, 1880)[13]
- Waifs and Strays: The Pilgrimage of a Bohemian Abroad (London: Griffith, Farren Okeden and Welsh, 1880, 60 pp))[44]
- In the Land of Misfortune (London: Richard Bentley, 1882, 434 pp[44]
- A Defense of Zululand and Its King from the Blue Books (Londres: Chatto y Windus, 1882, 129 pp)
- Redeemed in Blood (Londres, Henry & Co., 1889)
- Gloriana; or, The Revolution of 1900(Londres, Henry & Co., 1890)[28][45]
- The Young Castaways; or, The Child Hunters of Patagonia (1890), para niños[9]
- Aniwee; or, The Warrior Queen (1890), para niños
- Isola; or, The Disinherited: A Revolt for Woman and all the Disinherited (Londres, Leadenhall Prensa, 1902)
- The Story of Ijain; or, The Evolution of a Mind; o, La Evolución de una Mente (Londres, 1903)

### Trabajos más cortos
- "The Case of Ireland" en Vanity Fair, el asunto dató 27 de mayo de 1882[13]
- "Cetshwayo Y Zululand" en Decimonoveno Volumen de Siglo 12 Núm. 2 (agosto 1882) pp. 303@–312[44]
- "En la Tierra de Desgracia" (1882)[25]
- "En Cetshwayo y su Restauración" en Feria de Vanidad, 12 de julio de 1884, pp 21@–22
- "Memoirs De una Tierra Solitaria Grande" en Revisión de Westminster, Volumen 139 (Marcha 1893) pp. 247@–256
- "La Ciencia Cierta de Viviente: El Evangelio Nuevo de Salud" en Revisión de Westminster, Volumen 150 (1898) pp. 463@–470
- "Los Horrores de Deporte" (núm. de publicación de Liga Humanitario 4, 1891)[26]
- El Mercilessness de Deporte (1901)[9]
- Introducción a Joseph McCabe Religión de Mujer (1905)

### Cartas privadas
Los trabajos inéditos incluyen:
- Florence Dixie a William Gladstone, 11 de agosto de 1882 (Biblioteca británica: Gladstone Papeles 391, Añade. Señora 44476, f. 127)[13]
- Florence Dixie a William Gladstone, 23 de octubre de 1883 (Biblioteca británica: Gladstone Papeles 391, Añade. Señora 44483, f. 257)
- Florence Dixie a William Gladstone, 21 de mayo de 1890 (Biblioteca británica: Gladstone Papeles 425, Añade. Señora 44510, f. 34)
- Florence Dixie a Señor Clodd, 3 de julio de 1903 (Universidad de Leeds: Brotherton Colección)
- Correspondencia con Señor Kimberley (Bodleian Biblioteca, Oxford)[9]
- Correspondencia con Charles Darwin disponible vía el sitio web de Proyecto de Correspondencia de Darwin.

### Sobre su
- "La misión de la mujer" en Feria de Vanidad, 16 de agosto de 1884, pp 114@–116[13]
- "La misión de la mujer" en Feria de Vanidad, 23 de agosto de 1884, pp 134@–135